# تشارلز إي. هوفمان
تشارلز إي. هوفمان (بالإنجليزية: Charles E. Hoffman)‏ هو شخصية أعمال أمريكي، ولد في 27 يناير 1949.